# Carlos Paredes (periodista)
José Carlos Paredes Rojas (Andahuaylas, 1969) es un periodista y escritor peruano. 
Ha sido miembro de los directorios de Editora Perú (diario oficial El Peruano) y del Fondo Nacional de Financiamiento de la Actividad Empresarial del Estado. Actualmente dirige el programa Contracorriente de Willax Televisión y escribe para la revista Caretas. Es conocido por destapar el escándalo "Vacunagate" durante la presidencia de Martín Vizcarra en 2021.

## Biografía

### Primeros años
Nació en Andahuaylas, departamento de Apurímac. Desde los 6 meses de edad vivió en Huancayo, donde se estableció su familia. Estudió en el Colegio Salesiano de Huancayo, donde terminaría sus estudios en el año 1986. Estudió Ciencia de la Comunicación y Derecho (sin concluir estudios) en Lima, en la Universidad de San Martín de Porres y en la Universidad Peruana de Ciencias Aplicadas (UPC). Posteriormente, estudió una Maestría en Comunicación Política en México. En 1990, ingresó como practicante al Canal 13. Su primera comisión fue cubrir un atentado realizado por el MRTA a un local KFC en la avenida Arequipa. Además, cubriría el atentado de Tarata realizado por Sendero Luminoso, a la par de diversos paros armados y la captura de Abimael Guzmán.

### Trabajo periodístico
Trabajó como reportero para los programas Réplica, Panorama, Contrapunto y Sin censura. En 1996, mientras trabajaba en Panorama, Paredes lanzó un informe sobre las irregularidades en la compañía estatal de seguros Popular y Porvenir, gestionado por Augusto Miyagusuku Miyagi, amigo personal de Alberto Fujimori, lo que motivó investigaciones de otros medios que condujeron a la dimisión de Miyagusuku por pedido de Fujimori. Luego de Panorama, fue a trabajar en Contrapunto bajo la dirección de Luis Iberico, al cual renunciaría en 1997 luego de la intervención del gobierno fujimorista y la toma del medio por parte de los hermanos Winter. Fue a trabajar a Sin Censura con Cecilia Valenzuela y Gonzalo Quijandría, pero renunciaría, según sus palabras, al «d[arse] cuenta que vendieron la línea editorial», lo que le haría volver a Panorama. En 1999, ante la filiación oficialista al régimen de Fujimori por parte de Laura Bozzo, Paredes preparó un reportaje haciendo contraste entre la Bozzo opositora y la Bozzo oficialista, reportaje que fue censurado por Ernesto Schutz, dueño del canal Panamericana donde se transmitía Panorama, tras una llamada de José Francisco Crousillat. El reportaje terminaría por transmitirse con una serie de cortes y ediciones.
En 2003, fue productor periodístico del programa Reporte semanal de Latina. Luego fue director del noticiario 90 central, del mismo canal, entre los años 2010 y 2014.

### Trabajo como asesor
Entre 2016 y 2018, trabajó como asesor del despacho de la vicepresidenta de Pedro Pablo Kuczynski y Martín Vizcarra, Mercedes Aráoz. Entre 2017 y 2019, fue además miembro de los directorios de los directorios de Editora Perú (encargada del diario oficial El Peruano) y del Fondo Nacional de Financiamiento de la Actividad Empresarial del Estado. Fue despedido como asesor de Aráoz debido a que, según la misma, se negó a revelarle a Martín Vizcarra, las conversaciones privadas que había tenido con Aráoz. Paredes manifestó que fue utilizado como "venganza política". Según se detalló, su cese se daba día después de que Aráoz hubiera renunciado a la bancada de Peruanos por el Kambio tras una pugna interna en el círculo Vizcarra-Aráoz.

### Vacunagate y posteriores trabajos
En febrero de 2021, Paredes reveló la vacunación irregular contra la COVID-19 del entonces presidente Martín Vizcarra, desatando el escándalo que sería conocido como el Vacunagate. Tras el anuncio del libro El perfil del lagarto y El otro Vladi, sobre Vladimir Cerrón, Paredes denunció amenazas de muerte contra su persona.

### Willax
Forma parte de la revista Caretas.
Desde 2022 es director del programa Contracorriente, presentado por Augusto Thorndike en Willax. En ese programa, Paredes destacó por denunciar a la líder del Equipo Especial contra la Corrupción en el Poder y conocida por investigar a Pedro Castillo, Marita Barreto, por supuestamente filtrar información de un caso judicial y obtener sus títulos de forma irregular. Para sustentar su denuncia, Paredes recurrió a un audio de Barreto desde su casa en 2023, grabado por el propio periodista. Barreto fue apartada de su cargo en 2024, pero al año siguiente un peritaje del Ministerio Público determinó que el audio había sido manipulado.
Los reportajes de denuncia se repitieron con otras figuras como Sigrid Bazán, Gustavo Gorriti, Paola Ugaz, el Instituto de Defensa Legal y José Domingo Pérez, que fueron emitidos por el canal a partir de investigaciones no verificadas.

## Libros
- La caída del héroe (2006)[5]
- La hora final (2017)[5]
- El perfil del lagarto (2021)[5]
- El otro Vladi (2021)[21]